# Eva (Tennessee)
Eva es un lugar designado por el censo ubicado en el condado de Benton en el estado estadounidense de Tennessee. En el Censo de 2010 tenía una población de 293 habitantes y una densidad poblacional de 55,73 personas por km².

## Geografía
Eva se encuentra ubicado en las coordenadas 36°4′4″N 88°0′26″O / 36.06778, -88.00722. Según la Oficina del Censo de los Estados Unidos, Eva tiene una superficie total de 5.26 km², de la cual 5.15 km² corresponden a tierra firme y (1.97%) 0.1 km² es agua.

## Demografía
Según el censo de 2010, había 293 personas residiendo en Eva. La densidad de población era de 55,73 hab./km². De los 293 habitantes, Eva estaba compuesto por el 97.61% blancos, el 1.02% eran afroamericanos, el 0.34% eran amerindios, el 0% eran asiáticos, el 0% eran isleños del Pacífico, el 0.34% eran de otras razas y el 0.68% pertenecían a dos o más razas. Del total de la población el 1.02% eran hispanos o latinos de cualquier raza.